# 에드 베글리
에드 베글리(Ed Begley, 1901년 3월 25일 ~ 1970년 4월 28일)는 미국의 배우이다.

## 영화
- 육체와 영혼 (1947년 영화)
- 살인 전화
- 다크 시티 (1950년 영화)
- 12인의 성난 사람들 (1957년 영화)
- 스윗 버드 오브 유스
- 보난자 (드라마)